# Yellel
Yellel (em árabe: يلل) é uma comuna localizada na província de Relizane, Argélia. De acordo com o censo de 2008, a população total da cidade era de 38 101 habitantes.